# هيوفلتون (نيويورك)
هيوفلتون (بالإنجليزية: Heuvelton, New York)‏ هي منطقة سكنية تقع في الولايات المتحدة في مقاطعة سانت لورنس، نيويورك. يقدر عدد سكانها بـ 714 نسمة ومساحتها 2.3 كم2 وترتفع عن سطح البحر 96 متر.